# Das unbekannte Morgen
Das unbekannte Morgen ist ein deutscher Stummfilm aus dem Jahre 1923 von Alexander Korda mit seiner Ehefrau Maria Corda und Werner Krauß in den Hauptrollen.

## Handlung
Im Mittelpunkt der Handlung stehen die junge, lebendige Stella Wood und der reiche Lord Cleyton, der die verheiratete Frau über alle Maßen begehrt. Als Stella den Astronomen Professor Gordon Manners heiratet, beginnt eine sehr glückliche Zeit für das junge Paar, auch wenn der Sternenforscher nachts häufig abgängig ist, da dies für ihn zwangsläufig die beste Zeit ist, seiner Arbeit, der Beobachtung des Himmelszeltes, nachzugehen. Nachdem Stella Mutter geworden ist, scheint dem perfekten Glück der beiden nichts mehr im Wege zu stehen, wäre da nicht der neidische und wenig ansehnliche Lord Cleyton, der partout die eheliche Harmonie zerstören will und dem, um dieses Ziel zu erreichen, jedes Mittel – selbst ein Gewaltverbrechen – recht ist.
Cleyton hat längst ein Auge auf Stella geworfen und setzt nun Himmel und Hölle in Bewegung, Stella und ihren Gatten zu entzweien. Er entspinnt mit Hilfe von Stellas Zofe Zoé eine Intrige, der zufolge Gatte Gordon glauben muss, dass Stella ihn betrogen habe. Als Mann der Ehre kann er dies nicht auf sich sitzen lassen und strebt daraufhin die Scheidung an. Gesellschaftlich isoliert und selbst von ihrem Vater verstoßen, lässt sich Stella bald auf Cleytons Werbeversuchen ein und wird schließlich dessen Ehefrau. Bald erkennt Stella, dass sie einen wahren Teufel geheiratet hat, der sogar einen Mord begeht, um Gordon, den zu lieben Stella nie aufgegeben hat, endgültig loszuwerden. Der in Verdacht, die Bluttat begangen zu haben, geratene Astronom, beginnt um sein gesellschaftliches Überleben kämpfen und erkennt, dass er Stella fälschlicherweise des Ehebruchs geziehen hatte. Mit Hilfe eines weisen Hindupriesters kann Stella das Blatt wenden und ihren ersten Gatten zurückgewinnen.

## Produktionsnotizen
Das unbekannte Morgen war Alexander Kordas erster Film in Deutschland. Der Streifen passierte die Zensur am 10. Oktober 1923 und wurde wenig später uraufgeführt. Die Länge des mit Jugendverbot belegten Sechsakters betrug 2280 Meter.
Alexander Ferenczy gestaltete die Filmbauten.

## Kritik
Auf stummfilm.at heißt es, Das unbekannte Morgen sei „ein Melodram, in dem Korda Effekte des deutschen Expressionismus ausprobierte. Er zeigt dabei sein Geschick, sich der jeweiligen kinematografischen Mode anzupassen.“